# アントニニアヌス

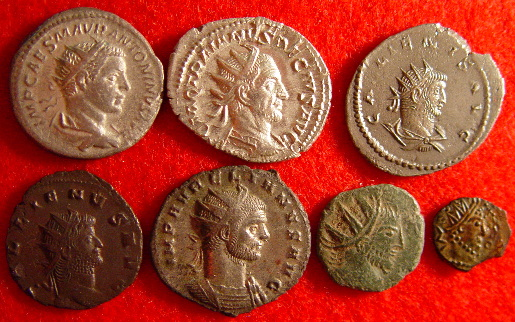
アントニニアヌス貨
1列目: ヘリオガバルス（銀 218年 - 222年）、デキウス（銀 249年 - 251年）、ガッリエヌス（ビロン 253年 - 268年 小アジアで造幣）
2列目: ガッリエヌス（銅 253年 - 268年）、アウレリアヌス（銀めっき、270年 - 275年）、barbarous radiate（銅）、barbarous radiate（銅）

アントニニアヌス（ラテン語: antoninianus）は、ローマ帝国期の硬貨の一種で、2デナリウス相当の価値があるとされていた。当初は銀貨だったが改鋳と共に青銅成分が徐々に増えていった。最初に導入したのはカラカラ帝で、215年のことである。デナリウスより若干大きい銀貨で、表面に描かれた皇帝が放射状の冠を被っていることで2倍の価値があることを示していた。女性（皇帝の妻であることが多い）を描いたアントニニアヌス貨の場合、胸像の下に三日月を描いていた。
初めて発行された当初から、アントニニアヌス貨の銀含有量はデナリウス貨の1.5倍しかなかった。このためインフレーションが進行することになった。アントニニアヌス貨の実態価値が低いことが暗黙の常識となったため、人々は相対的に銀を多く含むデナリウスを貯めこむようになり、アントニニアヌス貨が主に流通するようになり、それに応じて物価が上がっていった。これは、ローマ帝国が領土拡大できなくなり、銀の供給量が不足した状況で軍団の兵士への給料支払いを満たすための苦肉の策だった。そのため、アントニニアヌス貨は造幣する度に銀の含有量が減っていき、さらにインフレーションが進行することになった。
3世紀末には、セステルティウス貨などの古い硬貨を溶かして、ほとんど青銅のアントニニアヌス貨が造幣されるようになっていた。大量に造幣され、粗悪な偽造硬貨も大量に作られ出回っていた。無価値となった硬貨が数百万枚単位で処分されていた。このため、アントニニアヌス貨は現在も非常に数が多い。
1920年代のドイツでヴァイマル共和政がむやみに紙幣を発行して起こしたハイパーインフレーションとは状況が異なっていたが、政府が対応すべき重要問題であったことには変わりはない。3世紀末ごろ一連の通貨改革が行われ、アントニニアヌス貨は使用されなり、全く新しい通貨が発行されるようになった。
アントニニアヌスという名称は後世の貨幣研究者が名付けたもので、当時どう呼ばれていたのかは不明である。"Historia Augusta" という文献（成立年代及び内容の正確性については議論が多いが、古代の著作であることに異論はない）がこの硬貨をアントニヌスにちなんで名付けられた銀貨と呼んでいたことから、このように呼ばれるようになった（2世紀後半から3世紀前半の皇帝の名に「アントニヌス」と付くことが多い）。カラカラが最初に発行したことと、その本名に「アントニヌス」と付くことから、それに結び付けてこのように命名された。